# Rammenau
Rammenau település Németországban, azon belül Szászország tartományban. Lakosainak száma 1339 fő (2023. december 31.). Rammenau Burkau, Bischofswerda, Frankenthal, Bretnig-Hauswalde, Ohorn, Elstra és Großröhrsdorf községekkel határos.

## Népesség
A település népességének változása:
| Lakosok száma | 1371 | 1367 | 1322 | 1340 | 1339 |
|               | 2017 | 2019 | 2021 | 2022 | 2023 |